# Los Cahorros
Los Cahorros ist ein Wandergebiet im spanischen Andalusien in der Nähe des kleinen Ortes Monachil, der in der Nähe der Großstadt Granada liegt. Es befindet sich innerhalb der ersten Ausläufer der Sierra Nevada. Der Begriff „cahorro“ ist vor allem in Andalusien gebräuchlich und bezieht sich auf eine enge und tiefe Schlucht. Ein weiteres Beispiel wäre „Los Cahorros del Río Chillar“ in Nerja.

## Charakteristika

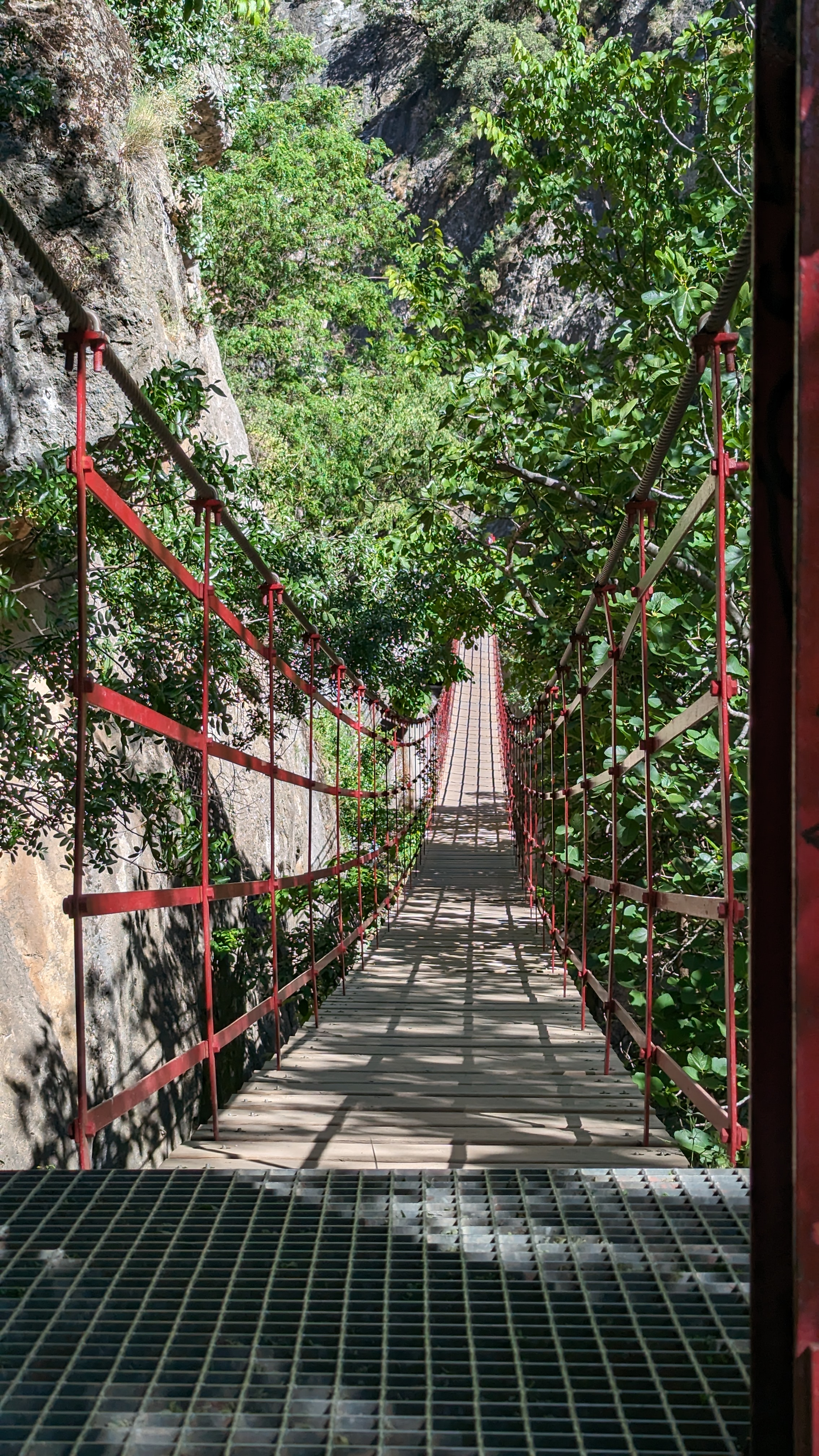
Die längste Hängebrücke vor dem Wasserfall

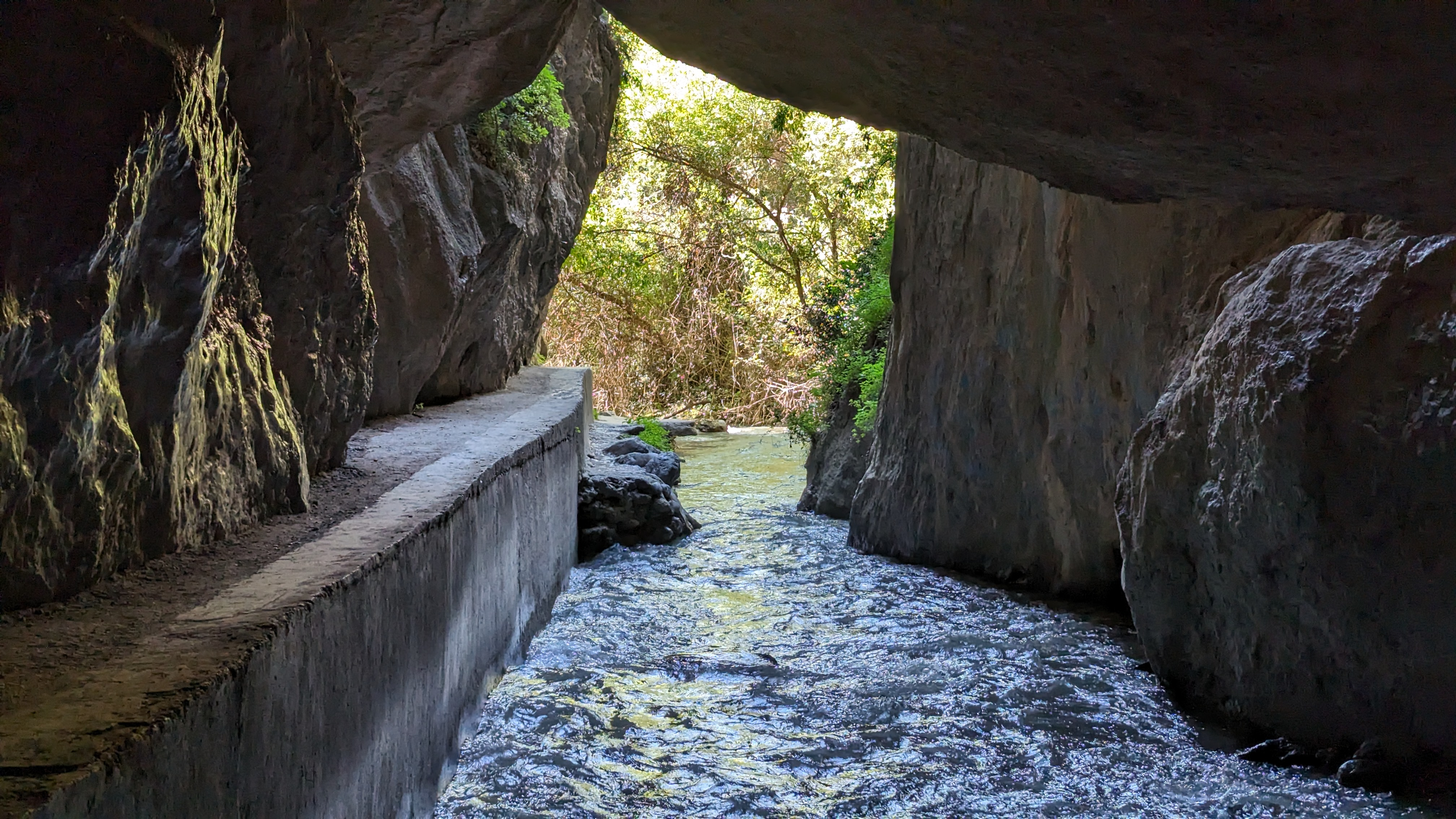
Höhle, die Fluss und Wanderer durchqueren

Das Wandergebiet zeichnet sich durch seinen hohen Abwechslungsreichtum aus. Beginnend im Kern von Monachil läuft man zunächst bis zu einem Wanderpfad, der zunächst entlang des kleinen Flusses Monachil läuft. Umgeben ist dieser von einem Galeriewald, der sich überwiegend aus Pappeln zusammensetzt. Der Weg selbst passt sich der Umgebung an, sodass auch steile Abschnitte vorzufinden sind. Schließlich mündet er in eine Schlucht. An dieser Stelle beginnt der Weg bedeutend an Höhe zu gewinnen. Dabei wird der Fluss mehrmals durch Hängebrücken überspannt. Die längste von ihnen ist etwa 60 Meter lang und befindet sich in Sichtweite eines alten Wehres, das einen Wasserfall bildet. Hinter dem Wehr verläuft der Weg durch die Schlucht hindurch. Es gibt Engstellen, die nur in gebückter Position passierbar sind. Eine Besonderheit ist ein kurzer Höhlenabschnitt, durch den der Río Monachil fließt. Zum Ende öffnet sich die Schlucht und bietet ein Felspanorama. Der Wanderweg gabelt sich nun in mehrere Wege auf. Es ist möglich, auf beiden Seiten der Schlucht über die Berge wieder zum Startpunkt zu gelangen.  Beide bieten Aussichten in Richtung Sierra Nevada und Granada und man durchquert dabei Olivenhaine und teilweise Kiefernwälder.

## El Río Monachil
Der Río Monachil ist ein etwa 25 Kilometer langes Nebengewässer des Río Genil, welcher wiederum zum Einzugsgebiet des Guadalquivir gehört. Seine Quelle befindet sich am Nordhang des Pico Veleta oberhalb des Ferienortes „Sierra Nevada“ auf 2975 Metern Höhe und fließt zunächst durch den gleichnamigen Nationalpark, bis er ab dem Ort Monachil endgültig auf bebautes Gelände trifft und durch die Vega de Granada fließt, bis er nördlich der Stadt in den Genil mündet.

## Nutzung des Gebietes
Am Fluss befindet sich unter anderem die Ruine eines ehemaligen Wasserkraftwerkes (Central hidroeléctrica de Tranvías), das zur Energieversorgung für eine damalige Straßenbahnlinie durch die Sierra Nevada diente. Eröffnet wurde es zu Beginn des 20. Jahrhunderts, wurde jedoch in den 1960er Jahren stillgelegt. Im Jahre 1991 wurde es erneut in Betrieb genommen. In der Nähe findet sich noch die Ruine eines weiteren Wasserkraftwerkes (La Trola). Daneben finden sich in der Umgebung verschiedene landwirtschaftliche Betriebe, die mithilfe des Flusses mit Wasser versorgt werden. Dazu wurden eigens Kanäle angelegt, die einen Teil des Wassers aus dem Flussbett hinausleiten. Ferner werden die steilen Felsen am Rande der Schlucht für Klettersport genutzt.

## Belege
1. ↑  Desnivel.com: SIERRA NEVADA EN LA BRECHA. GRANADA Cahorros de Monachil. Abgerufen am 8. Juli 2024.
2. ↑  Ayuntamiento de Monachil: SENDERISMO. Abgerufen am 8. Juli 2024.
3. ↑  Confederación Hidrográfica  GUADALQUIVIR: ANUARIO DE AFOROS 2019 - 2020  CANALES: cuencas del ámbito de explotación. Abgerufen am 8. Juli 2024.
4. 1 2  LOS CAHORROS DE MONACHIL: LA EMOCIONANTE RUTA EN LOS DESFILADEROS DE SIERRA NEVADA. Abgerufen am 8. Juli 2024.
5. ↑  Desnivel.com: SIERRA NEVADA EN LA BRECHA. GRANADA Cahorros de Monachil. Abgerufen am 8. Juli 2024.

Koordinaten: 37° 7′ 39,1″ N, 3° 31′ 19″ W